# Donkerrood franjekelkje
Het donkerrood franjekelkje (Dematioscypha richonis) is een schimmel behorend tot de familie Hyaloscyphaceae. Het komt voor op dode takken van loofhout.

## Kenmerken
Het hymenium is olijfkleurig. De sporen meten 5,5-7,5 x 2,2-2,5 micron.

## Verspreiding
In Nederland komt het donkerrood franjekelkje zeer zeldzaam voor.